# Herbie for fuld udblæsning!
Herbie – For fuld udblæsning! (engelsk: Herbie – Fully Loaded) er en amerikansk film fra Walt Disney Pictures 2005. Den er instrueret af Angela Robinson.

## Handling
Herbie, folkevognsboblen med en egen vilje, bliver reddet fra skrotning af Maggie Peyton, datter af en legendarisk stockcarkører. På trods af at hun har lovet sin far aldrig at køre ræs, vinder hun alligevel et løb over stockcar-stjernen Trip Murphy, som derefter pønser på hævn.

## Skuespillere
- Maggie Peyton – Lindsay Lohan
- Ray Peyton Sr. – Michael Keaton
- Trip Murphy – Matt Dillon
- Ray Peyton Jr. – Breckin Meyer
- Kevin – Justin Long
- Sally – Cheryl Hines
- Crash – Jimmi Simpson
- Charisma -Jill Ritchie

## Danske stemmer
- Maggie Peyton – Sara Møller Olsen
- Ray Peyton Sr. – Peter Gantzler
- Trip Murphy – Ken Vedsegaard
- Ray Peyton Jr. – Paw Henriksen
- Kevin – Thure Lindhardt
- Sally – Jette Sophie Sievertsen
- Crash – Mads Knarreborg
- Charisma – Cecilie Stenspil

## Øvrige stemmer
- Torbjørn Hummel
- Caspar Phillipson
- Steen Springborg
- Hans Henrik Bærentsen
- Ole Varde Lassen
- Vibeke Dueholm
- Christian Potalivo
- Thomas Magnussen.
- Kitt Eichler
- Lars Thiesgaard
- Peter Røschke
- Sonny Lahey

## Eksterne Henvisninger
- Herbie for fuld udblæsning! på Internet Movie Database (engelsk)
- Herbie for fuld udblæsning! på Filmdatabasen
- Herbie for fuld udblæsning! på Scope
- Herbie for fuld udblæsning! i Svensk Filmdatabas (svensk)
- Herbie for fuld udblæsning! på AlloCiné (fransk)
- Herbie for fuld udblæsning! på MovieMeter (nederlandsk)
- Herbie for fuld udblæsning! på AllMovie (engelsk)
- Herbie for fuld udblæsning! hos American Film Institute (engelsk)
- Herbie for fuld udblæsning! på Turner Classic Movies (engelsk)
- Herbie for fuld udblæsning! på The Movie Database (engelsk)

1. ↑  Navnet er anført på engelsk og stammer fra Wikidata hvor navnet endnu ikke findes på dansk.